# 쓰마지마 요시로
쓰마지마 요시로(일본어: 妻島 芳郎, 1938년 10월 9일 ~ )는 일본의 전 프로 야구 선수이다. 도쿄도 나카노구 출신이며 현역 시절 포지션은 투수였다.

## 인물
니혼 대학 제2고등학교 시절인 1955년 추계 간토 대회 도쿄도 예선에서 결승에 진출했지만 니혼 대학 제3고등학교의 에이스 나미키 데루오에게 막혀 팀은 탈락했다. 이듬해 1956년 하계 고시엔 대회 도쿄도 예선에서 4차전 상대인 세이케이 고등학교에게 패하면서 고시엔 대회에는 출전하지 못했다.
졸업 후 사회인 야구팀인 닛폰 통운 우라와에 입사, 1958년 도시 대항 야구 대회에 출전했는데 1차전에서 에이스 호리모토 리쓰오를 구원하여 등판해 우승 후보인 닛폰 생명을 꺾었다. 1961년 도시 대항 야구 대회에서는 2차전(첫 경기)에 선발로 기용됐지만 덴덴 규슈에게 패했다. 이때 팀 동료에는 시부타니 세이지가 있었다.
1962년 다이마이 오리온스에 입단하여 이듬해인 1963년에 첫 승을 기록했다. 1964년 56경기에 등판하여 승수는 불과 6승, 탈삼진 93개로 적었지만 평균자책점은 2.15를 기록하며 리그 최우수 평균 자책점 타이틀을 차지했다. 이듬해 1965년에도 팀내 최다인 57경기에 등판, 선발진의 일각으로서 첫 두 자릿수인 10승을 기록했다. 1967년부터는 주로 중간 계투로 활약했지만 1969년 이후에는 등판 기회가 줄어들면서 1970년을 끝으로 현역 생활을 은퇴했다.

## 상세 정보

### 출신 학교
- 니혼 대학 제2고등학교

### 선수 경력
- 닛폰 통운 우라와
- 다이마이 오리온스·도쿄 오리온스·롯데 오리온스(1962년 ~ 1970년)

### 수상·타이틀 경력
- 최우수 평균 자책점 : 1회(1964년)

### 등번호
- 11(1962년 ~ 1970년)

### 연도별 투수 성적
| 연 도      | 소 속              | 등 판 | 선 발 | 완 투 | 완 봉 | 무 4 구 | 승 리 | 패 전 | 세 이 브 | 홀 드 | 승 률 | 타 자 | 이 닝 | 피 안 타 | 피 홈 런 | 볼 넷 | 고 4 | 몸 맞 | 탈 삼 진 | 폭 투 | 보 크 | 실 점 | 자 책 점 | 평 자 책 | W H I P |
| ---------- | ------------------ | ----- | ----- | ----- | ----- | ------- | ----- | ----- | -------- | ----- | ----- | ----- | ----- | -------- | -------- | ----- | ---- | ----- | -------- | ----- | ----- | ----- | -------- | -------- | ------- |
| 1962년     | 다이마이 도쿄 롯데 | 7     | 0     | 0     | 0     | 0       | 0     | 0     | --       | --    | ----  | 40    | 9.1   | 10       | 2        | 3     | 0    | 0     | 4        | 0     | 0     | 4     | 4        | 3.60     | 1.39    |
| 1963년     | 다이마이 도쿄 롯데 | 27    | 8     | 0     | 0     | 0       | 2     | 3     | --       | --    | .400  | 264   | 64.0  | 61       | 5        | 10    | 1    | 1     | 25       | 0     | 0     | 21    | 16       | 2.25     | 1.11    |
| 1964년     | 다이마이 도쿄 롯데 | 56    | 14    | 2     | 2     | 0       | 6     | 5     | --       | --    | .545  | 598   | 151.1 | 117      | 13       | 39    | 1    | 3     | 93       | 0     | 0     | 48    | 36       | 2.15     | 1.03    |
| 1965년     | 다이마이 도쿄 롯데 | 57    | 19    | 5     | 3     | 2       | 10    | 9     | --       | --    | .526  | 784   | 194.0 | 184      | 15       | 40    | 4    | 1     | 94       | 0     | 0     | 61    | 52       | 2.41     | 1.15    |
| 1966년     | 다이마이 도쿄 롯데 | 27    | 14    | 4     | 2     | 1       | 6     | 8     | --       | --    | .429  | 453   | 112.0 | 98       | 11       | 24    | 3    | 0     | 52       | 0     | 1     | 39    | 33       | 2.65     | 1.09    |
| 1967년     | 다이마이 도쿄 롯데 | 30    | 4     | 0     | 0     | 0       | 1     | 5     | --       | --    | .167  | 304   | 73.2  | 77       | 7        | 20    | 1    | 1     | 31       | 1     | 0     | 34    | 32       | 3.89     | 1.32    |
| 1968년     | 다이마이 도쿄 롯데 | 38    | 1     | 0     | 0     | 0       | 4     | 1     | --       | --    | .800  | 267   | 66.0  | 60       | 7        | 14    | 1    | 0     | 16       | 0     | 0     | 36    | 29       | 3.95     | 1.12    |
| 1969년     | 다이마이 도쿄 롯데 | 4     | 0     | 0     | 0     | 0       | 0     | 1     | --       | --    | .000  | 36    | 7.2   | 10       | 2        | 4     | 0    | 0     | 0        | 0     | 0     | 8     | 7        | 7.88     | 1.83    |
| 1970년     | 다이마이 도쿄 롯데 | 4     | 0     | 0     | 0     | 0       | 0     | 0     | --       | --    | ----  | 33    | 7.2   | 8        | 1        | 2     | 0    | 0     | 1        | 0     | 0     | 4     | 4        | 4.50     | 1.30    |
| 통산 : 9년 | 통산 : 9년         | 250   | 60    | 11    | 7     | 3       | 29    | 32    | --       | --    | .475  | 2779  | 685.2 | 625      | 63       | 156   | 11   | 6     | 316      | 1     | 1     | 255   | 213      | 2.80     | 1.14    |

- 굵은 글씨는 시즌 최고 성적.
- 다이마이(다이마이 오리온스 또는 마이니치 다이에이 오리온스)는 1964년 도쿄(도쿄 오리온스), 1969년 롯데(롯데 오리온스)로 구단명을 변경